# Nicky Little
Nick Tyrone „Nicky“ Little (* 13. September 1976 in Tokoroa, Neuseeland) ist ein ehemaliger fidschianischer Rugby-Union-Spieler, der auf der Position des Verbindungshalbs zum Einsatz kam. Auf Vereinsebene war er hauptsächlich in Großbritannien tätig, für die fidschianische Nationalmannschaft hatte er die meisten Länderspieleinsätze aller Spieler und hält bis heute den Punkterekord.

## Biografie
Little kam als Sohn eines Fidschianers und einer Maori in Neuseeland zur Welt. Im Alter von 19 Jahren schloss er sich der Canterbury Rugby Football Union an, spielte später auch für Waikato und North Harbour, bevor er 1999 nach England zu den Sale Sharks ging. Auch dort hielt es ihn nicht lange und so ging er zunächst nach Wales zum Pontypridd RFC, dann zur US Dax in Frankreich, um wieder nach England zu gelangen, wo er drei Jahre lang für die Saracens spielte.
1996 gab Little sein Nationalmannschaftsdebüt, als Fidschi auf Südafrika traf. Er entwickelte sich zu einem verlässlichen Kicker und gehörte zum Kern der fidschianischen Nationalmannschaft. Bei der Weltmeisterschaft 1999 gelangen ihm 38 Punkte, die bis zur Hoffnungsrunde reichten, in der man England unterlegen war. Bei der Weltmeisterschaft 2003 konnte er seine Leistung auf 45 Punkte steigern, die jedoch auch nicht das Ausscheiden in der Vorrunde verhindern konnten.
Der Höhepunkt seiner Karriere folgte bei der Weltmeisterschaft 2007 in Frankreich, wo es Fidschi gelang, die favorisierten Waliser auszuschalten und ins Viertelfinale vorzudringen. Little steuerte 18 Punkte zum 38:34-Erfolg, verletzte sich jedoch kurz vor Schluss der Partie, weshalb er gegen den späteren Weltmeister Südafrika nicht antreten konnte. Im Vorfeld und im Anschluss an den Sieg gegen Wales sorgte Little für Aufsehen, als er in mehreren Interviews den Sieg seiner Mannschaft als Erfolg gegen den modernen Rugbysport bezeichnete. Er bezog sich damit auf die Diskrepanz zwischen Geringverdienern und den Spielern, die beispielsweise in den Ligen in England oder Frankreich spielen. Er kritisierte, dass es zu sehr um Geld und technische Finessen ginge und nicht um Einsatz und Leidenschaft.
Im Jahr 2009 wechselte Little nach England zurück, sein neuer Verein war Bath Rugby. Little wurde als Ersatz für den verletzten Butch James engagiert und erhielt einen Ein-Jahres-Vertrag. Dieser wurde nicht verlängert, weshalb er in der Saison 2010/11 für Bristol Rugby spielte. Es folgte ein kurzes Engagement beim Zweitligisten Esher RFC, ehe er 2011/12 seine Spielerkarriere beim Canterbury RFC ausklingen ließ. Sein letztes Länderspiel bestritt er bei der Weltmeisterschaft 2011 gegen Wales.